# Xyloplax janetae
Xyloplax janetae é uma margarida-do-mar da família Xyloplacidae. Vive na superfície de madeiras naufragadas em profundidades abissais.
X. janetae é um disco achatado, de 2 a 10 mm de diâmetro, e cerca de 4 mm de espessura. Possui espinhos que protegem radialmente a margem do animal. É uma espécie abissal, encontrado na parte mais profunda do oceano aberto. Só foi encontrado agarrado a madeira naufragada. Se alimenta de bactérias que decompõem a madeira onde vive.